# Paper World
Pour plus de détails, voir Fiche technique et Distribution.
Paper World est un court métrage d'animation hongrois réalisé par László Ruska et Dávid Ringeisen pour le WWF, sorti en 2014.

## Synopsis
Le spectateur suit une boule de papier qui trace son chemin sur un bureau qui se transforme en un monde d'origamis chamboulé par d'inquiétants phénomènes...

## Fiche technique
- Titre original : Paper World
- Titre français : Paper World
- Réalisation : László Ruska et Dávid Ringeisen
- Producteur : József Fülöp
- Musique : Balázs Alpár
- Pays d'origine :  Hongrie
- Genre : Animation
- Date de sortie : 2014

## Prix et nomination
- 2013 : Prix Animago[1]
- 2014 : Prix du jury Anima Mundi[2],[1]
- 2014 : Prix du jury Siggraph[2],[1]
- 2015 : Meilleur film d'animation KAFF[2],[1]
- Meilleur film étudiant Television and Film de New York[2],[1]
- Sélection officielle :
  - Animago[1]
  - ITFS[1]
  - Hiroshima[1]
  - Anima[1]
  - Anilogue[1]
  - Monstra[1]